# Joan Escofet i Palau
Joan Baptista Francesc Antoni Escofet i Palau, més conegut com a Joan Escofet i Palau o Joan d'Escofet i Palau, (Cadaqués, maig de 1720 - Cadaqués, 25 de març de 1808) fou un militar català.
El seu llinatge, dedicat al comerç, s'establí a la vila al segle xvi. Als 19 anys ingressà a l'exèrcit i el 1742 participà en l'expedició a Itàlia, on lluità durant set anys i fou ferit en diverses ocasions. Accedí a l'Acadèmia Militar de Barcelona (1749), en la qual obtingué el títol d'enginyer i exercí com a docent. El 1755 fou nomenat enginyer ordinari amb grau de capità. Entre 1760 i 1762 dirigí les obres del nou camí entre Barcelona i Lleida. El 1766 passà a projectar el castell d'Ayamonte (Huelva) i les séquies reials de Motril (Granada) i València. El 1769 s'establí a Llorca (Múrcia) on treballà també en la conducció d'aigües. Durant els anys setanta viatjà repetidament a Amèrica (Veneçuela i Argentina). Fou nomenat brigadier i governador militar de Roses (1780), tinent del rei a Barcelona (1789) i fou ascendit a mariscal de camp i destinat a Figueres (1791), a fi de contenir la contaminació revolucionària, tot dirigint el cordó sanitari de frontera. A l'esclat de la Guerra Gran, fou enginyer general de l'exèrcit de Catalunya i Rosselló. Conquerí als francesos Sant Llorenç de Cerdans, Arles, el Fort dels Banys i Ceret (abril del 1793). El 1795, com a comandant general de l'Empordà, combaté a Roses i Cadaqués fins a la pau de Basilea. L'any següent fou nomenat governador militar i polític de Barcelona, càrrec que exercí fins a jubilar-s'hi el 1798.